# Wilczyce (województwo małopolskie)
Wilczyce – wieś w Polsce, położona w województwie małopolskim, w powiecie limanowskim, w gminie Dobra. Jest to jedna z najwyżej położonych miejscowości w Polsce.
W latach 1975–1998 miejscowość należała administracyjnie do województwa nowosądeckiego.

## Integralne części wsi
| części wsi | Czechy, Czernki, Dudziki, Janiki, Kołodzieje, Kosmale, Krawce, Krzysztofy, Maćkowce, Miłki, Oszczędy, Palkije, Pietrzki, Pólki, Sroki, Tomery, Węgrzyny, Zagroda, Żaki |

Zobacz też: Włostówka

## Historia
Wilczyce zostały założone bardzo późno, bo dopiero pod koniec XVI wieku (Półrzeczki i Chyszówki zostały założone w tym samym czasie). Kolejni właściciele klucza dobrzańskiego, pozyskiwali teren pod osadnictwo karczując lasy. Na miejsce wyciętych lasów sprowadzano najczęściej wołoskich osadników. Wilczyce nie znalazły się w lustracjach z roku 1564 ani z roku 1581. Wspomniane są dopiero w Rejestrze Poborowym z 1629 roku jako Wilczyska i wykazuje cztery zrębki. W roku 1664 w inwentarzu wsi klucza dobrzeńskiego widnieje jako Wilczyce. Nazwa Wilczyska utrzymywała się w przekazie ustnym przez wiele lat, potwierdzenie możemy znaleźć w zeznaniach przedśmiertnych hetmana zbójnickiego Józefa Baczyńskiego złożonych na zamku krakowskim w 1736 roku. Zeznał on, że po swoim pobycie w Kasince udał się do wsi Wilczyska koło Dobrej, gdzie wraz z towarzyszami został schwytany za uprawianie procederu zbójnickiego.
W Rejestrze Poborowym z roku 1680 znajduje się potwierdzenie tego że właścicielami wsi jak i klucza dobrzańskiego byli Lubomirscy. Według tego rejestru były tu wtedy tylko 4 zagrody z rolami.
Wilczyce od XVI do XVII wieku tak naprawdę były tylko małym przysiółkiem pobliskiego Jurkowa. Wtedy wieś ta składała się z pojedynczych rodzinnych roli i paru zabudowań.
Włostówka została w roku 1921 włączona do Wilczyc. W roku 1921 Wilczyce (wraz z Włostówką) liczyły 93 zabudowania mieszkalne oraz 448 mieszkańców (208 mężczyzn i 240 kobiet).

## Położenie

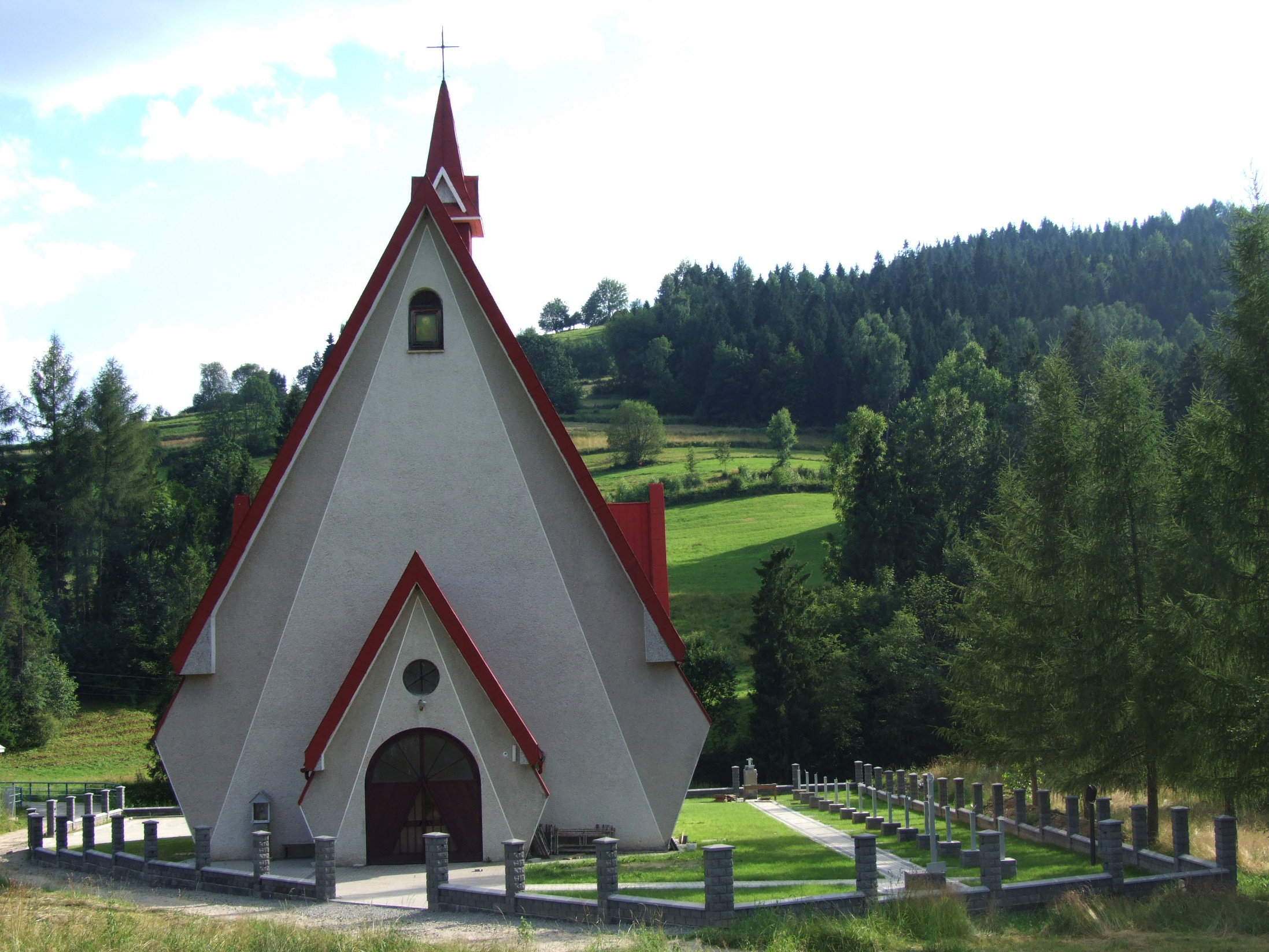
Kaplica w Wilczycach

Wieś znajduje się na obszarze Beskidu Wyspowego. Położona jest w dolinie potoku Łostówka oraz na zboczach gór wznoszących się po obu stronach tej doliny. Po północnej stronie jest to Ćwilin i Mały Ćwilinek, po południowej Kiczorka, po zachodniej Ostra. Zabudowania miejscowości leżą na wysokości 550–700 m n.p.m. Doliną Łostówki wzdłuż potoku biegnie lokalna droga z Mszany Górnej przez Łostówkę i Wilczyce do Jurkowa. Od drogi tej, w Wilczycach na przełęczy między Ćwilinem a Kiczorką (ok. 667 m) odchodzi szosa w kierunku Łętowego.
Na terenie wsi znajduje się murowana kaplica pw. Maksymiliana Marii Kolbe należąca do parafii w Jurkowie, szkoła podstawowa im. Janusza Korczaka oraz droga różańcowa na Ćwilin upamiętniająca Jubileusz 2000-lecia Chrześcijaństwa, której pomysłodawcą był ówczesny proboszcz z Jurkowa Józef Puchała.